# Harriet Hammond
Harriet Hammond (20 de octubre de 1899 – 23 de septiembre de 1991) fue una actriz cinematográfica estadounidense, activa en la época del cine mudo.

## Biografía
Nacida en Bay City, Míchigan, actuó en 47 filmes entre los años 1918 y 1930. Hammond, que hizo destacados papeles en comedias de Mack Sennett, vivía desde su infancia en Los Ángeles, California, habiéndose graduado en la High School en dicha ciudad. En sus inicios tenía la idea de ser pianista, pero la intensa práctica diaria le pasó factura, resintiéndose su salud. 
Se inició como actriz formando parte de las Bellezas Bañistas de Sennett, a la vez que destacó como comediante, actuando en producciones como "Gee Whiz!" y "By Golly". 
Harriet Hammond falleció en Valley Center, California, en el año 1991.

## Selección de su filmografía
- 1920 : Down on the Farm
- 1921 : A Small Town Idol
- 1921 : Bits of Life
- 1921 : Live and Let Live
- 1922 : The Golden Gift
- 1924 : Leap Year
- 1925 : Soft Shoes
- 1925 : The Midshipman
- 1925 : Man and Maid
- 1925 : The Man from Red Gulch
- 1926 : Driftin' Thru
- 1926 : The Seventh Bandit